# Дегтярёв, Давид Мамиевич
Дави́д Мами́евич Дегтярёв (род. 12 июня 1996 года, Атбасар, Акмолинская область, Казахстан) — казахстанский пауэрлифтер-паралимпиец. Чемпион летних Паралимпийских игр 2020 в Токио и летних Паралимпийских игр 2024 в Париже. Первый двукратный паралимпийский чемпион в истории Казахстана.

## Биография

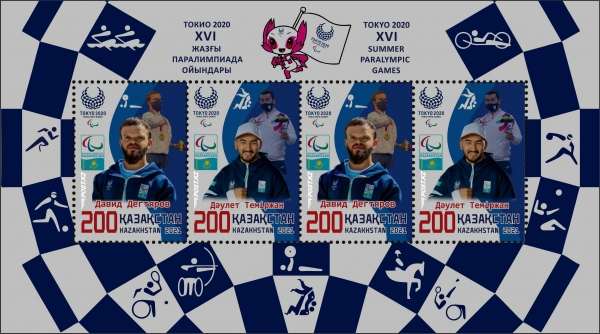
Почтовый блок Казпочты 2021 года, посвящённый призёрам Паралимпиады: Давиду Дегтярёву и Темиржану Даулету

Давид Дегтярёв начал заниматься парапауэрлифтингом в 2016 году. Первым для Дегтярёва соревнованием была областная спартакиада «Надежда» в городе Кокшетау в 2016 году. В 2018 году занял второе место на III Азиатских Параиграх.
В мае 2021 года в Тбилиси побил рекорд Азии, подняв штангу весом 185 кг, и стал победителем кубка мира. После этой победы Дегтярёв стал лидером мирового рейтинга перед Паралимпийскими играми. 26 августа 2021 года в Токио на летних Паралимпийских играх 2020 в первой попытке заявил 170 кг — наибольший вес среди всех участников в весовой категории до 54 кг, во второй — 172 кг, в третьей — 174 кг. Успешно завершив все 3 подхода, стал чемпионом Паралимпийских игр.
29 ноября 2021 года Давид Дегтярёв в Тбилиси стал чемпионом мира по парапауэрлифтингу среди мужчин до 54 кг, подняв штангу весом 178 кг.
В августе 2023 года Давид в Дубае вновь победил на чемпионате мира с результатом 180 кг. В октябре 2023 года на IV Азиатских Параиграх в Ханчжоу Давид завоевал золотую медаль с результатом 186 кг, установив новый рекорд Азии и Азиатских Параигр.
На летних Паралимпийских играх 2024 в Париже вновь завоевал золотую медаль в весовой категории до 54 кг с результатом 188 кг и стал первым двукратным чемпионом Паралимпийских игр в истории Казахстана.
В декабре 2024 года женился на спортменке-пауэрлифтерше Валерии Смирновой.

## Спортивные результаты
| Год  | Турнир                          | Место проведения | Категория | Результат | Место |
| ---- | ------------------------------- | ---------------- | --------- | --------- | ----- |
| 2017 | Чемпионат мира                  | Мехико           | До 54 кг  | 145       | 7     |
| 2018 | Азиатские Параигры              | Джакарта         | До 54 кг  | 157       | 2     |
| 2019 | Чемпионат мира                  | Нур-Султан       | До 49 кг  | 162       | 5     |
| 2021 | Летние Паралимпийские игры 2020 | Токио            | До 54 кг  | 174       | 1     |
| 2021 | Чемпионат мира                  | Тбилиси          | До 54 кг  | 178       | 1     |
| 2023 | Чемпионат мира                  | Дубай            | До 54 кг  | 180       | 1     |
| 2023 | Азиатские Параигры 2022         | Ханчжоу          | До 54 кг  | 186       | 1     |
| 2024 | Летние Паралимпийские игры 2024 | Париж            | До 54 кг  | 188       | 1     |

## Награды
- Орден «Барыс» ІІІ степени (6 сентября 2021 года)[12]
- Орден «Барыс» І степени (14 сентября 2024 года)[13]